# سيال (جبل)
جبلا سيال هما جبلان في تهامة في ديار قبيلة بلقرن في محافظة العرضيات في منطقة مكة المكرمة في المملكة العربية السعودية، ويقعان إلى الشرق من وادي يبة على يسار القادم من جدة على طريق العرضية العام المتجه للجنوب، وإلى الشمال منهما تقع قرية قرن قريش.